# Vincenzo Lucci-Chiarissi
Vincenzo Lucci-Chiarissi (* 1899 in Pesaro) war ein italienischer Filmproduzent, Filmregisseur und Drehbuchautor, der in seinen Werken bzw. und den Arbeiten, an denen er beteiligt gewesen ist, überwiegend religiöse Themen behandelte. Für seinen Kurzfilm Christ Among the Primitives, der 1953 veröffentlicht wurde, war er bei der Oscarverleihung 1954 für einen Oscar in der Kategorie „Bester Kurzfilm (1 Filmrolle)“ nominiert. Die Auszeichnung ging aber an Johnny Green für seinen Musik-Kurzfilm Overture to The Merry Wives of Windsor. 
Neben seinen vorgenannten Tätigkeiten arbeitete Lucci-Chiarissi in den 1960er Jahren auch als Tonregisseur und wirkte dabei an über 200 Produktionen mit.
In seinem Film Le Redenzione, zu dem Lucci-Chiarissi auch das Drehbuch schrieb und den er selbst produzierte, behandelt er das Thema der menschlichen Erlösung, die er mittels Werken von italienischen Künstlern darstellt.

## Filmografie (Auswahl)
- 1953: Christ Among the Primitives (Cristo tra i Primitivi, Kurzfilm)
- 1958: La Redenzione (Le redención)